# Newtoniellidae
Famille
Synonymes
- Ataxocerithiinae Ludbrook, 1957

Les Newtoniellidae sont une famille de mollusques de la classe des gastéropodes, à la position taxinomique encore peu claire mais de la super-famille des Triphoroidea.

## Liste des sous-familles et genres
Selon World Register of Marine Species (13 septembre 2019) :
- Sous-famille Adelacerithiinae B. A. Marshall, 1984
  - Genre Adelacerithium Ludbrook, 1941
- Sous-famille Eumetulinae Golikov & Starobogatov, 1975
  - Genre Cerithiopsida Bartsch, 1911
  - Genre Eumetula Thiele, 1912
  - Genre Furukawaia Kuroda & Habe, 1961
- Sous-famille Laeocochlidinae Golikov & Starobogatov, 1987
  - Genre Laeocochlis Dunker & Metzger, 1874
  - Genre Sasamocochlis Gründel, 1980
- Sous-famille Newtoniellinae Korobkov, 1955
  - Genre Cerithiella Verrill, 1882
  - Genre Trituba Jousseaume, 1884
- Genre Retilaskeya B. A. Marshall, 1978

Noms en synonymie
- Genre Altispecula Powell, 1930, un synonyme de Eumetula (Altispecula) Powell, 1930 represented as Eumetula Thiele, 1912
- Genre Laeochochlis Dunker & Metzger, 1874, un synonyme de Laeocochlis Dunker & Metzger, 1874
- Genre Laiochochlis Dunker & Metzger, 1874, un synonyme de Laeocochlis Dunker & Metzger, 1874
- Genre Binda Laseron, 1951, un synonyme de Cerithiella Verrill, 1882
- Genre Chasteria Iredale, 1915, un synonyme de Cerithiella Verrill, 1882
- Genre Euseila Cotton, 1951, un synonyme de Cerithiella Verrill, 1882
- Genre Lovenella G.O. Sars, 1878, un synonyme de Cerithiella Verrill, 1882
- Genre Newtonia Cossmann, 1893, un synonyme de Cerithiella Verrill, 1882
- Genre Paramendax Powell, 1937, un synonyme de Trituba (Paramendax) Powell, 1937
- Genre Tauroforis Sacco, 1895, un synonyme de Trituba Jousseaume, 1884
- Sous-famille Ataxocerithiinae Ludbrook, 1957, un synonyme de Newtoniellidae Korobkov, 1955
- Genre Marshallaskeya Gründel, 1980, un synonyme de Retilaskeya (Marshallaskeya) Gründel, 1980